# Oreisplanus perornata
Oreisplanus perornata là một loài bướm ngày thuộc họ Hesperiidae. Nó được tìm thấy ở vùng núi của New South Wales và Victoria.
Sải cánh dài khoảng 30 mm.
Ấu trùng ăn Gahnia sieberiana. They construct a shelter made from blades of grass curled and joined with silk. It rests in this shelter during the day. Pupation takes place inside the shelter.